# 2008 en Ukraine
Chronologie de l'Ukraine
- 2004
- 2005
- 2006
- 2007
- 2008
- 2009
- 2010
- 2011
- 2012

Cette page concerne les évènements survenus en 2008 en Ukraine  :

## Évènements
- Crise parlementaire en Ukraine
- Crise financière ukrainienne (2008-2009) (en)
- 8 juin : Effondrement de la mine de charbon de Ienakiieve (en)
- septembre : Sommet Union européenne-Ukraine de 2008 (en) à Paris.
- 24 décembre : Explosion au gaz d'Eupatoria (en)
- Dissolution de la Mission ukrainienne de maintien de la paix en Iraq.

### Janvier
- Vendredi 11 janvier 2008 : après que la Première ministre, Ioulia Tymochenko, a promis de rembourser à la population les économies, datant de l'époque soviétique, gelées sur des comptes lors des derniers mois de l'ancien régime communiste, des dizaines de milliers d'épargnants se sont précipités aux agences de la banque d'épargne Ochtchadbank pour obtenir leurs 1 000 hryvnias (environ 135 euros).

### Mars
- Jeudi 6 mars 2008 : la Première ministre, Ioulia Tymochenko, rejette certaines clauses de l'accord gazier signé le 12 février entre les présidents Poutine et Iouchtchenko, estimant qu'il maintient « des schémas de corruption, des abus et serait contraire aux intérêts nationaux ».

### Avril
- Lundi 14 avril 2008 : signature avec la Pologne d'un accord pour l'étude d'un projet de construction d'un oléoduc allant de la mer Caspienne à la mer Baltique en contournant la Russie.

- Lundi 28 avril 2008 : un hélicoptère MI-8 heurte une plate-forme de forage de la mer noire et s'abîme dans la mer entraînant la mort des 20 passagers et membres de l'équipage.

### Mai
- Mardi 13 mai 2008 : les députés du Bloc Ioulia Tymochenko partenaires de la majorité gouvernementale avec ceux du parti présidentiel Notre Ukraine ont empêché le président Viktor Iouchtchenko d'accéder à la tribune pour tenir son discours annuel. Le président confirme son refus d'appeler à des élections législatives anticipées alors que la première ministre Ioulia Tymochenko déplore « l'obstruction du travail gouvernemental » sept mois après les élections législatives de septembre 2007 et menace en s'appuyant sur l'opposition du Parti des régions de l'ancien premier ministre Viktor Ianoukovytch de faire voter des amendements pour réduire les pouvoirs présidentiels.

- Vendredi 16 mai 2008 : le pays devient officiellement le 152e membre de l'Organisation mondiale du commerce.

- Mercredi 21 mai 2008 : le président Viktor Iouchtchenko annonce sa volonté de mettre un terme au stationnement de la flotte russe de la mer Noire dans le port ukrainien de Sébastopol qu'elle loue jusqu'en 2017. Début mai, le maire de Moscou, Iouri Loujkov avait appelé la Russie à récupérer la propriété de la base de Sébastopol ce qui a fait ressortir la hantise d'un séparatisme en Crimée.

### Juin
- Dimanche 8 juin 2008 : violente explosion dans une mine de charbon d'Yenakiieve. 47 mineurs disparus, 23 ont pu être retrouvés vivants deux jours plus tard.

- Samedi 14 juin 2008 : près de 200 000 personnes ont assisté sous la pluie au concert gratuit de Paul McCartney offert par un milliardaire ukrainien.

### Octobre
- Mercredi 8 octobre 2008 : le président Viktor Iouchtchenko annonce la dissolution du Parlement sur fond de lutte de pouvoir avec son Premier ministre, Ioulia Tymochenko. L'assemblée actuelle avait été élue aux législatives anticipées du 30 septembre 2007, remportées de justesse par les pro-occidentaux.

- Lundi 20 octobre 2008 : le président Viktor Iouchtchenko annonce le report des élections législatives au 14 décembre du fait de la crise financière mondiale.

### Novembre
- Vendredi 14 novembre 2008 : le président Viktor Iouchtchenko est accusé par le président russe, Dmitri Medvedev, de vouloir séparer les deux pays en cherchant à faire reconnaître par l'ONU, comme un « génocide » contre le peuple ukrainien, la grande famine des années 1932-33, qui a tué entre quatre et dix millions d'Ukrainiens.

### Décembre
- Jeudi 4 décembre 2008 : le président Viktor Iouchtchenko estime que l'Ukraine n'a « pas d'alternative » pour sa sécurité autre que l'adhésion à l'OTAN et propose que la Russie, très hostile à ce projet, soit associée aux négociations.

- Mardi 9 décembre 2008 : nouvelle coalition gouvernementale pro-occidentale, entre le parti du président ukrainien Viktor Iouchtchenko, « Notre Ukraine-Autodéfense unie », celui de la première ministre Ioulia Tymochenko, et la petite formation indépendante du président du parlement, Volodymyr Lytvyn.

- Jeudi 17 décembre 2008 : des manifestations ont lieu dans plusieurs grandes villes ukrainiennes à l'appel de la Fédération des syndicats ukrainiens et avec le soutien du Parti des régions et des communistes, tous les deux dans l'opposition pro-russe, contre la politique du gouvernement en réponse à la crise financière mondiale.

- Dimanche 21 décembre 2008 : le président Viktor Iouchtchenko, accusé de corruption et d'aggraver les problèmes du pays en spéculant sur la baisse de la monnaie nationale, reproche à la première ministre Ioulia Tymochenko son incapacité à lutter contre la crise économique et des 22 % d'inflation.

- Mardi 23 décembre 2008 : environ 5 000 Ukrainiens ont manifesté sur la place centrale de Kiev, à l'appel de la Fédération des syndicats ukrainiens et avec le soutien du Parti des régions et des communistes, tous les deux dans l'opposition pro-russe, contre la réduction des salaires et pour le maintien de leurs avantages sociaux malgré la crise économique. Ils exigent notamment une hausse des salaires, la baisse des tarifs communaux, l'adoption de lois anticrises et l'interdiction faite aux banques commerciales d'augmenter leurs taux d'intérêt pour les prêts à la consommation.

- Mercredi 24 décembre 2008 :
  - Le groupe russe Gazprom confirme qu'il cessera ses livraisons à l'Ukraine, pays clé pour le transit vers l'Europe, au 1er janvier si Kiev ne paie pas ses dettes d'ici là, mais a assuré qu'il « remplirait ses engagements » envers l'Europe : « La situation n'est pas simple, elle est même critique […] Faute de règlement de la dette, il n'y aura pas de contrat de livraison à l'Ukraine en 2009 […] Et s'il n'y pas de contrat en 2009, nous ne livrerons pas de gaz au 1er janvier […] Nous livrerons l'intégralité du volume de gaz destiné au transit et remplirons toutes nos obligations envers les consommateurs européens ». Dans une missive envoyée à ses clients européens, Alexeï Miller, patron de Gazprom avertit : « Gazprom fait tout son possible pour éviter toute perturbation des livraisons de gaz à l'Europe […] Cependant si les évènements se développent selon un scénario défavorable, le problème du transit ukrainien sera un problème commun à la Russie et à l'Europe […] Nous considérons que c'est notre devoir de mettre en garde que nous ne pouvons être sûrs que les obligations de transit seront respectées, vu que Naftogaz enfreint systématiquement ses obligations contractuelles ».
  - 27 personnes dont 3 enfants trouvent la mort dans l'explosion d'un immeuble de quatre étages à Eupatoria, une station balnéaire au bord de la mer Noire, dans l'ouest de la péninsule de Crimée. 21 autres personnes ont pu être sauvées par les secouristes mais 5 sont hospitalisées dans un état grave.

- Mardi 30 décembre 2008 : le gouvernement ukrainien a ordonné le paiement de 1,522 milliard de dollars correspondant à ses dettes envers Gazprom, mais sans les pénalités, alors que ce dernier menace de couper le gaz à l'Ukraine le 1er janvier si cette somme ne lui est pas remboursée avec les pénalités de retard se montant à environ 450 M$. Malgré cela Gazprom a jugé qu'il était prématuré de déclarer la fin du conflit gazier : « Nous n'avons pas encore reçu l'argent, il est donc trop tôt pour dire que la question est réglée. Les négociations pour un contrat 2009 continuent ».

- Mercredi 31 décembre 2008 : Naftogaz annonce qu'elle ne paiera rien de plus que les 1,522 milliard de dollars versés hier estimant que « La question des pénalités [de retard] doit être réglée à l'arbitrage », alors que Gazprom exige plus de deux milliards de dettes avant le 1er janvier faute de quoi les livraisons de gaz cesseront. La première ministre Ioulia Tymochenko annule le déplacement à Moscou prévu aujourd'hui pour tenter de résoudre la crise gazière, alors que la délégation ukrainienne se trouvait déjà dans l'avion en direction de Moscou[1].

## Sport
- Championnat d'Ukraine de football 2007-2008
- Championnat d'Ukraine de football 2008-2009
- Coupe d'Ukraine de football 2007-2008
- Coupe d'Ukraine de football 2008-2009
- Supercoupe d'Ukraine de football 2008
- Championnats d'Europe d'escrime à Kiev.
- Participation de l'Ukraine aux Jeux olympiques d'été de Pékin.

## Culture
- Participation de l'Ukraine au concours Eurovision de la chanson (en).

### Sortie de film
- Sappho